# Bojidar Slavev
Bojidar Slavev est un joueur franco-bulgare de volley-ball né le 30 juin 1984 à Sofia (Bulgarie). Il mesure 2,03 m et joue réceptionneur-attaquant. Il totalise 53 sélections en équipe de France. Il est le frère de Vili Slavev. Il est le père de Kleo Slavev et assiste le coach de l'equipe m15 de l'Asul Lyon Volley.

## Clubs
| Club                 | De        | À         |
| -------------------- | --------- | --------- |
| Stade Poitevin       | 2003-2004 | 2004-2005 |
| Spacer's de Toulouse | 2005-2006 | 2007-2008 |
| Tourcoing LM         | 2008-2009 | 2009-2010 |
| Chênois Genève       | 2010-2011 | 2010-2011 |
| Tours Volley-Ball    | 2011-2012 | 2011-2012 |
| ASUL Lyon            | 2012-2013 | 2013-2014 |

## Palmarès
- Championnat de France (1)
  - Vainqueur : 2012
  - Finaliste : 2009